# Hřebečníky
Hřebečníky (německy Roßhof) jsou obec v okrese Rakovník ve Středočeském kraji, zhruba třináct kilometrů jižně od Rakovníka. Žije zde 250 obyvatel.

## Historie

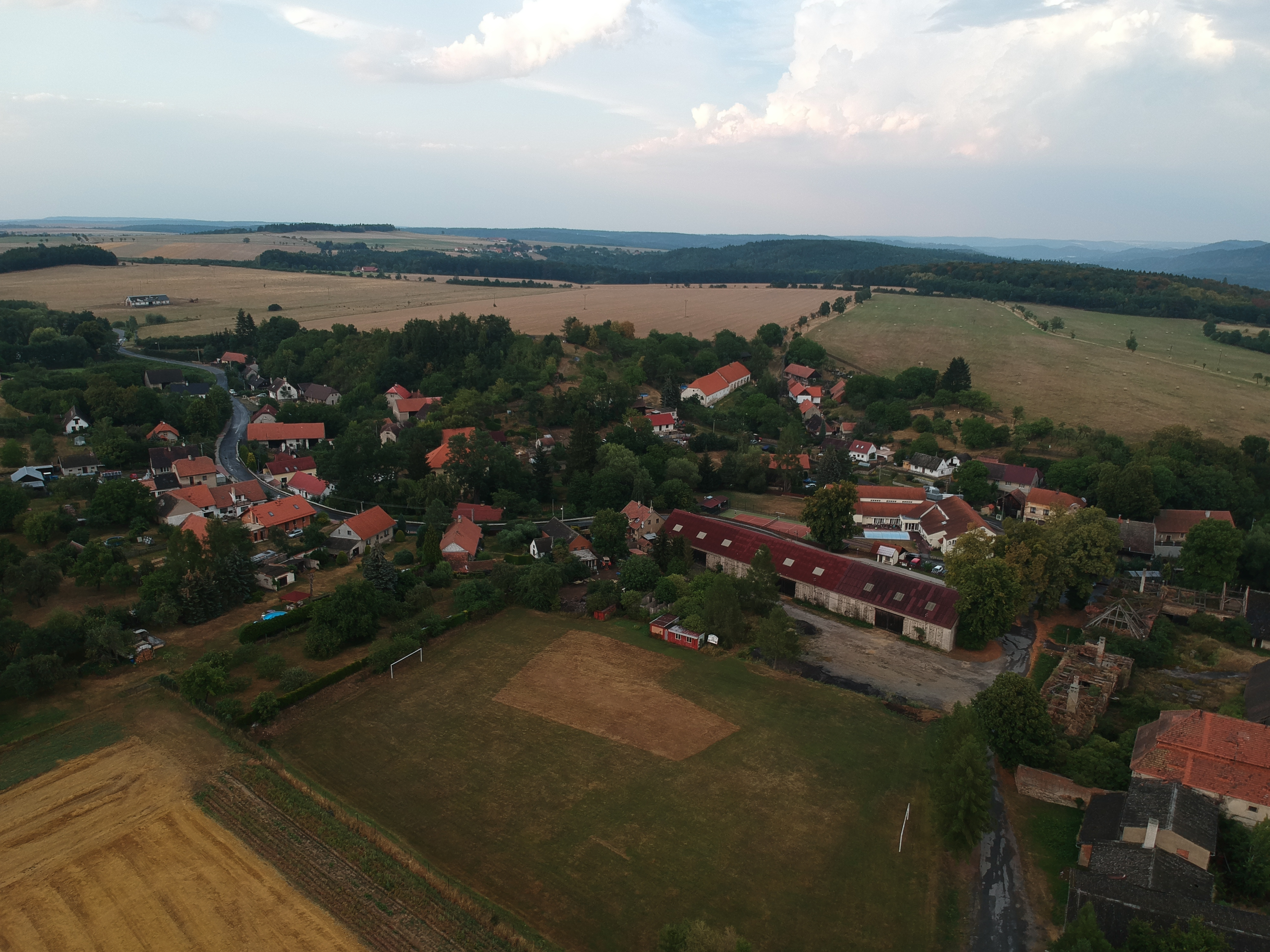
letecký pohled na obec Hřebečníky

První písemná zmínka o Hřebečníkách pochází z roku 1395, kdy je spravoval pozdější krakovecký purkrabí Sulek z Hřebečník. Ves byla služebná ke královskému hradu Křivoklátu a její obyvatelé měli za úkol pro tento hrad chovat hřebce; název tedy patří do skupiny obyvatelských jmen, odvozených od péče o vrchnostenská zvířata, jako např. Kobylníky, Sokolnice či Psáry.

### Územněsprávní začlenění
Dějiny územněsprávního začleňování zahrnují období od roku 1850 do současnosti. V chronologickém přehledu je uvedena územně administrativní příslušnost obce v roce, kdy ke změně došlo:
- 1850 země česká, kraj Praha, politický okres Rakovník, soudní okres Křivoklát[6]
- 1855 země česká, kraj Praha, soudní okres Křivoklát
- 1868 země česká, politický okres Rakovník, soudní okres Křivoklát
- 1939 země česká, Oberlandrat Kladno, politický okres Rakovník, soudní okres Křivoklát[7]
- 1942 země česká, Oberlandrat Praha, politický okres Rakovník, soudní okres Křivoklát[8]
- 1945 země česká, správní okres Rakovník, soudní okres Křivoklát[9]
- 1949 Pražský kraj, okres Rakovník[10]
- 1960 Středočeský kraj, okres Rakovník
- 2003 Středočeský kraj, obec s rozšířenou působností Rakovník

### Rok 1932
V obci Hřebečníky (přísl. Šlovice, 364 obyvatel, četnická stanice) byly v roce 1932 evidovány tyto živnosti a obchody: elektrárna, Družstevní pastvina, 2 hostince, družstevní lihovar, obuvník, obchod s lahvovým pivem, sadař, 2 obchody se smíšeným zbožím, spořitelní a záložní spolek pro Hřebečníky, trafika, truhlář.

## Části obce
Obec Hřebečníky se skládá z pěti částí na čtyřech katastrálních územích:
- Hřebečníky (i název k. ú.)
- Novosedly (k. ú. Novosedly u Rakovníka)
- Šlovice (leží v k. ú. Hřebečníky)
- Týřovice (k. ú. Týřovice nad Berounkou)
- Újezdec (k. ú. Újezdec u Rakovníka)

Z hlediska římskokatolické správy obec spadá do farnosti Petrovice u Rakovníka, ale její část Týřovice do farnosti Zbečno.

## Doprava
Do obce vede silnice III. třídy. Železniční trať ani stanice na území obce nejsou. V roce 2021 v obci měla zastávku autobusová linka 576 Rakovník–Skryje.

## Pamětihodnosti
- Socha svatého Jana Nepomuckého v jižní části vesnice, barokní z poloviny 18. století[13]
- Zámek Hřebečníky – barokní stavba z první poloviny 18. století[14][15], sídlo hospodářské správy panství, v letech 1655–1867 v držení hraběcí rodiny Nosticů
- Rozsáhlý panský dvůr s monumentální barokní sýpkou z první poloviny 18. století; v současnosti je velká část jádra dvora kolem obdélného nádvoří ve stavu ruiny
- Venkovský dům (dům čp. 42 přenesený z Vejvanova)[16][17]
- Roubená chalupa čp. 3 s roubenou stodolou[18][19]
- Lovecká chata[20][21]
- Přírodní památka Skryjsko-týřovické kambrium

## Osobnosti
- Alexandr Brandejs (1848–1901), statkář, podnikatel, mecenáš a přítel předních českých umělců
- Václav Korf (1907–1985), lesní inženýr a vysokoškolský pedagog